# Party
《PARTY》（英語：PARTY）是韓國女子組合少女時代在7月7日發行的單曲。

## 活動詳情
2015年6月30日，SM Entertainment證實少女時代將於7月7日通過各大音樂網站公開先行新曲《PARTY》音源，時隔1年6個月宣佈重磅回歸，因潔西卡的退出，少女時代將以8人組活動，並首次以8人形式在韓國國內發佈全新歌曲，而且通過官方YouTube公開了即將推出的三首歌曲〈PARTY〉、〈Lion Heart〉和〈You Think〉宣傳MV。7月3日，少女時代官方網頁及SM Town Youtube搶先公開了〈PARTY〉的MV預告影像，而且在音源公開前於7日晚上8時，在BanyanTree Club & Spa Seoul的戶外泳池中，舉行《少女時代 at BanyanTree》及最初公開新曲〈PARTY〉的舞台及MV。
7月7日，SM Entertainment透過官方Youtube等公開了《PARTY》的音源和MV，席卷韓國8大音源榜，達成實時榜「All Kill」紀錄。截至7月8日，〈PARTY〉在香港、泰國、台灣、新加坡、越南、印尼、馬來西亞等地的itunes綜合單曲榜榜單上奪冠。。而在香港、泰國、台灣、新加坡、越南、印尼、馬來西亞、菲律賓、柬埔寨等九個國家和地區的K-POP單曲榜上，〈PARTY〉也獲得了第一。而官方〈PARTY〉MV公開不足24小時，在YouTube上的觀看次數就達到四百萬，比〈I GOT A BOY〉24小時內觀看三百五十萬次數還要快。
7月12日，美國著名雜誌Vanity Fair公佈本週的最佳曲是少女時代的〈PARTY〉，因自MV放出一星期播放量破一千萬。7月17日，在KBS《音樂銀行》以〈PARTY〉獲得出道以來的第100個一位，並於一週內在韓國音樂節目《M! Countdown》、《Music Bank》、《Show! 音樂中心》、《人氣歌謠》、《THE SHOW》、《Show Champion》奪下第一位，共獲得了七個一位獎座。7月24日，少女時代在KBS《音樂銀行》結束先行曲《PARTY》的宣傳舞台，並且準備開始正式宣傳第五張正規專輯，同時〈PARTY〉MV點擊率更突破二千萬。

## 不同版本
本歌有所謂冬季版本(Winter version)；若採用冬季版本時，除了一開始的開場引言會從"It must be party time"改成"It must be winter (party) time"之外，中間歌詞亦會從"檸檬燒酒，我要龍舌蘭，你要莫吉托；去吧，從濟州，加州，到羅馬為止；擁抱著純白珍珠的大海，帥氣的海浪"更改為"棉花糖，熱可可，卡布奇諾；一起去平昌 ，阿拉斯加，還有芬蘭；把雪人戴上紅帽，再一起坐上雪橇 "

## 曲目
| 曲序     | 曲目           |             | 作曲                                                                          | 編曲                                                                          | 时长  |
| -------- | -------------- | ----------- | ----------------------------------------------------------------------------- | ----------------------------------------------------------------------------- | ----- |
| 1.       | PARTY          | Joyungyeong | Albi Albertsson, Chris Young, 신아녜스                                        | Mussashi                                                                      | 3:13  |
| 2.       | Check          | Mafly       | Teddy Riley, 이현승, Dominique Rodriguez, Daniel `Obi` Klein, Engelina Larsen | Teddy Riley, 이현승, Dominique Rodriguez, Daniel `Obi` Klein, Engelina Larsen | 3:27  |
| 3.       | PARTY（Inst.） |             | Albi Albertsson, Chris Young, 신아녜스                                        | Mussashi                                                                      | 3:13  |
| 总时长： | 总时长：       | 总时长：    | 总时长：                                                                      | 总时长：                                                                      | 15:06 |

## 銷售及認證
| 排行榜     | 銷量 | 銷量   |
| ---------- | ---- | ------ |
| Gaon Chart | 2015 | 76,385 |